# ۴۰۵ (میلادی)
۴۰۵ (میلادی) چهارصد  و پنجمین سال تقویم میلادی است.

## درگذشتگان
‎